# نمودار شارش

نمایش شماتیک نمودار تنش واقعی-کرنش واقعی (خط) و نمودار تنش-کرنش مهندسی (خط چین). خط آبی: تغییر شکل کشسان خط قرمز: تغییر شکل مومسان : استحکام تسلیم
: استحکام نهایی
E: مدول یانگ

نمودار شارش (به انگلیسی: Flow curve) یا نمودار تنش-کرنش حقیقی نوعی نمودار تنش-کرنش است که در آن تنش واقعی بر حسب کرنش واقعی نمایش داده‌می‌شود. در مواد چکش‌خوار این نمودار تفاوت فاحشی با نمودار تنش-کرنش مهندسی دارد. برای رسم این نمودار، تنش واقعی از تقسیم نیرو بر سطح مقطع لحظه‌ای بدست آمده و کرنش واقعی به صورت زیر تعریف می‌شود:
{\displaystyle \varepsilon _{t}=\int \limits _{l_{0}}^{l}{\frac {dl}{l}}=\ln {\frac {l}{l_{0}}}}
قمست ابتدایی این نمودار خطی بوده و به تغییر شکل الاستیک مواد مربوط است که می‌شود آن را توسط قانون هوک نمایش داد. در موادی که قابلیت تغییر شکل پلاستیک قابل توجهی دارند، نمودار پس از قسمت خطی دارای بخشی سهمی‌وار است که در اثر فرآیندهای تغییر شکل پلاستیک همگن ایجاد می‌شود. با اینکه تلاش‌های بسیاری برای برازش ریاضیاتی این بخش از نمودار انجام شده‌است اما تاکنون رابطه‌ای تابعی بین تنش واقعی و کرنش واقعی یافته نشده‌است. متداول‌ترین روش بیان این بخش از نمودار به شکل توانی است که اغلب به بولففینگر، لودویگ و هولمون نسبت داده می‌شود:
{\displaystyle \sigma =K\varepsilon ^{n}}
که در آن {\displaystyle \sigma } تنش حقیقی، {\displaystyle \varepsilon } کرنش مومسان حقیقی، n توان کارسختی و K ثابت ماده (ضریب استحکام) است که به صورت مقدار تنش حقیقی در کرنش حقیقی ۱ تعریف می‌شود. هر دو مقدار K و n از ثابت‌های ماده هستند که می‌شود آن‌ها را به‌طور تجربی بدست آورد. مقدار n اغلب بین ۰٫۲ تا ۰٫۵ و مقدار K بین G/100 تا G/1000 متغیر است. پس از گلویی شدن نمونه و در کرنش‌های زیاد به دلیل ایجاد تنش‌های محیطی در بخش گلویی، بایستی تنش حقیقی به‌کاررفته در مدل توانی اصلاح شود. یکی از روش‌های معمول استفاده از منحنی تجربی بریجمن برای محاسبهٔ ضریب تصحیح است.
با اینکه نیروی وارد بر نمونهٔ تحت آزمون مقدار بیشینه‌ای داشته و پس از آن کاهش می‌یابد، تنش واقعی در نمودار شارش به‌طور یکنواخت تا نقطهٔ شکست افزایش می‌یابد. سطح زیر نمودار تنش-کرنش حقیقی، کار انجام‌شده یا انرژی مورد نیاز برای تغییر شکل واحد حجم ماده است.